# Парфанович Софія
Софія-Наталія Миколаївна Парфанович (шлюбне прізвище — Волчук; 7 червня 1898, Львів — 27 грудня 1968, Детройт, похована там само) — українська письменниця, громадська діячка. Лікар акушер-гінеколог за фахом, викладач (1940–1944) та директор фельдшерсько-акушерської школи у Львові, докторка наук. Мати Романа Волчука.

## Життєпис
Софія-Наталія Парфанович народилася 7 червня 1898 року в родині залізничного службовця Миколи Парфановича. Батько був дипломованим інженером, працював у Дирекції залізниці у Львові, заступником міністра залізниць в уряді Західноукраїнської Народної Республіки, походив зі старого шляхетського роду Сас. У родині було п'ятеро дітей, які здобули університетську освіту: Костянтин, Софія та Теодор — лікарі, а Юлія та Ольга — учительки.
У 1916 році Софія успішно закінчила у Львові жіночу гімназію. На початку першої світової війни, разом з батьками переїздить до Відня, де незабаром померла її мати.
1917 року С. Парфанович стала першою студенткою-українкою медичного факультету Львівського університету, але через Українсько-польську війну 1918—1919 років емігрує до Праги, впродовж 1923–1925 років склала частину медичних іспитів саме там. У 1926 році повертається до Львова, закінчує медичні студії та отримує диплом доктора медицини.
Розпочавши 1926 року роботу у протиалкогольному товаристві «Відродження», познайомилася там з вдівцем, банківським службовцем — Пилипом Волчуком, з яким і одружилася 1931 року. Він працював керівником відділу реалізації приватного картелю «Банк цукровництва».
Син Пилипа Волчука — Роман, пригадує їхнє перше знайомство у «Народній лічниці» так:

| «…коли мені приписали були насвітлювання «кварцевою лампою». Під час цих насвітлювань вона сідала коло мене й зачитувала Кіплінгову «Книгу джунглів»…»[2] |
Влітку 1933 року, родина Волчуків покидає квартиру на вул. Шопена та переїздить у нове велике помешкання на вул. Зиблікевича (тепер вул. Івана Франка), неподалік Стрийського парку, та ґрунтовно займаються вихованням сина:

| «Софія вирішила, що я маю звертатись до неї не інакше як «Зонька» і що мої няні і тети зробили з мене «нюнюку». Відразу взялась до мого спортивного виховання: записала мене до «Сокола-Батька», куди я ходив на руханку до залі при вул. Руській. Вона вчила мене також грати в теніс, а зимовими вечорами ходила зі мною на совги. Лід був на вул. Пелчинській або на недалекій від нас Цитаделі».[3] |
Поміж Романом та Софією зав'язуються теплі стосунки, зимові свята вони зустрічають на Бойківщині у родинному колі Софії. Коли хлопець пішов до першого класу, вона наполягала на додатковому вивченні французької та німецької мов, що дуже допомоголо йому у воєнний та повоєнний періоди. Сім'я багато подорожує, влітку 1934 року до Адріатики, 1937 року до Чорного моря у болгарську Варну та Туреччину.
Під час окупації Західної України більшовиками, припинили свою діяльність українські суспільні товариства, С. Парфанович теж закрила свою приватну практику, та працювала лікарем, асистентом у гінекологічній та акушерській клініці Львівського медичного інституту.
У грудні 1939 року її призначили директором фельдшерсько-акушерської школи, де велося трирічне навчання для фельдшерів та акушерок та дворічне для медичних сестер. У 1941 році її обирають доцентом кафедри Львівського університету. Спільно з Я. Небиловцем працюють у комісіях з навчально-методичної роботи, разом просять окупаційну німецьку владу відновити навчання для фельдшерок, після їх приходу до Львова. Це вдалося здійснити лише 14 квітня 1942 року після відновлення навчання на медичних факультетах, однак останні випускники отримували вже посвідчення від відділу здоров'я міста Краків.
Після трагічних подій у Львові та розстрілів львівських професорів на Вулецьких пагорбах, наприкінці Другої світової війни емігрує на Захід, спершу до родини брата в Австрію, де й помер від раку її чоловік.
У 1944 році, працювала лікарем у місті Куфштайн, а потім у лікарні (пологовий відділ) на фабриці в міста Тельфс.
У Німеччині, працювала в українському таборі Зомме-Казерне (нім. Somme-Kaserne) лікаркою, а з кінця 1946 року — в міжнародному ДіПі шпиталі в Авгсбурзі гінекологом.
У 1949 році переїздить до США.
Померла доктор Софія Парфанович вночі з 26 на 27 грудня 1968 року. Похована на цвинтарі Маунт Олівет у Детройті.

### Науково-медична робота
Впродовж 1926–1930 років працювала гінекологом та акушеркою у Загальному шпиталі у Львові. А вже 1927 р. відкрила приватну практику з внутрішніх і дитячих недуг та поклала багато енергії на подолання упередженого ставлення до жінки-лікарки. Безоплатно як і усі лікарі (Окуневська-Морачевська С., Панчишин М. І., Музика М. М., Туна-Надрага Т., Бурачинський Т. Й. та ін.), працювала ординатором-гінекологом у поліклініці «Народної лічниці» під Святоюрською горою.
З 1926 року належала до Українського лікарського товариства, брала участь у лікарських з'їздах, виголошувала власні доповіді. Перші наукові публікації С. Парфанович з'являються 1929 року, переважно у «Лікарському Віснику».
Особливо популярними серед населення були популярно-гігієнічні видання «Чоловік та жінка», «Овочі, ярини та безалкогольні напитки», «Правильне харчування» й ґрунтовна праця «Гігієна жінки».
Після призначення директором Фельдшерсько-акушерської школи, в січні 1940 року вона їде до Наркомату здоров'я в Києві, щоб там вивчити досвід роботи школи для медсестер, акушерок та фельдшерів.
У 1941–1944 роках під час німецької окупації Львова повертається до приватної гінекологічної практики та роботи ординатором «Народної лічниці». 1941 року С. Парфанович пише доцентську працю на тему: «Метастази злоякісних новотворів яєчників до центральної нервової системи».
Після еміграції до Європи з 1946 року працювала гінекологом у шпиталі в Авгсбурі.
А у США працювала спочатку в одному з шпиталів міста Огайо, а потім в Детройті лікарем-гінекологом. У 1952–1953 роках навчалася у шпиталі Дияконісок, щоб 1956 року скласти медичні іспити та одержати дозвіл на лікарську практику.
Незабаром відкрила приватний кабінет у м. Детройті, але на початку 1959 року через невдалу операцію відшарування сітки на лівому оці змушена була його закрити. Впродовж 1959–1962 років, працювала в Державному шпиталі для розумово недорозвинених осіб в місті Лапеєрі, у Мічигані. Але влітку 1962 року через хворобу остаточно припиняє практикувати гінекологію та цілком присвячує себе літературі.

### Суспільна діяльність у громадських товариствах
У студентські часи належала до «Медичної Громади» у Львові, була її активною діячкою. У Празі входила до «Української Академічної Громади» і «Жіночого студентського товариства». У Львові 1926 року вступила до «Союзу Українок» та працювала в організації впродовж всього свого життя, спочатку на батьківщині, а потім у Німеччині та Америці. Софія Парфанович належала до засновників Українського гігієнічного товариства у Львові (1929 рік), де очолювала протиалкогольну секцію.
У 1929 році, з міста Рогатина до Львова переїздить протиалкогольна та протинікотинова секція товариства «Відродження», вона стає його активним членом, а з 1933 року й редакторкою друкованого часопису «Відродження». У цей час виходять такі її розвідки: «Алькоголь і туберкульоза» (1930), «Тютюн і народна господарка» (1932), «Уміркованість чи цілковита стриманість» (1932), «Шкідливий вплив алкоголю на здоровля дитини» (1929) та ін. Спільними зусиллями членів товариства було видано більше півмільйона примірників протиалкогольної літератури у вигляді журналу, календарів, листівок, статей у періодичних виданнях, головна тематика яких — вплив алкоголю на людину, боротьба з корчмами у селах. Одне із гасел товариства:

| «не треба ні пити, ні курити, бо це руйнує наше здоров'я, підриває наші моральні сили та відпорність, руйнує нас матеріально, руйнує нашу волю, усилює нашу чуйність та робить нас предметом економічного і політичного зиску… Добровільно віддаючи гроші на отрути, самі собі куємо ярмо».[6]. |
У 1936 році вона покидає цей рух, який незадовго занепав разом з діяльністю товариства.

### Літературна творчість
Ще з раннього дитинства С. Парфанович захоплювалась літературною діяльністю, вела записки, спогади, яких назбиралось декілька томів, які не були надруковані. Серед них і два томи спогадів із фабрики в Тельфс, «Авгсбург» і «Чому вони не вертаються?» — про життя у таборах Авгсбургу. Велику частину творів можна віднайти у журналах, які друкувались у Галичині — «Назустріч», «Нові шляхи» та в Авгсбурзі — «Заграва» та «Громадянка».
У 1939 році стає членом письменницької організації у Львові — літературний клуб. С. Парфанович увійшла до секції прози разом з Іриною Вільде та Степаном Тудором. На одному з засідань у Львові познайомилася з Павлом Тичиною, подарувала йому збірку новел «Ціна життя» (1937), а у січні 1940 року сама гостювала у письменника, про що залишила спогади у книзі «У Києві в 1940 році».
Софія Парфанович впродовж 1898–1968 років була членкинею закордонного об'єднання українських письменників «Слово».

## Вибрані праці

### Наукові публікації з медицини
- Патологія і терапія дитячого піотораксу // Лікарський Вісник. — 1929.
- Застосування кардіязолю в дитячій хірургії // Польська Лікарська Газета. — 1929.
- Ендометріозіс Порціоніс Вагіналіс Утері // Лікарський Вісник.- 1934. — Ч. З. — С. 88-93.
- Пліснявка як жіноча хороба // Лікарський Вісник.- 1935. — Ч. 4. — С. 146—148.
- Протеїнотерапія деяких жіночих захорувань // Лікарський Вісник.- 1936. — Ч. 4. — С. 118-124.
- Тріхомонас кольпітіс // Лікарський Вісник.- 1938. — Ч. 2. — С. 42-50.
- Кліщі, як засіб покінчення пологів з сідничного положення // Лікарський Вісник. — 1939. — Ч.5.
- Задержання ложиська після пологів// Лікарський Вісник. — 1956. — Ч.6. — С. 179—184.
- Відношення молодечої злочинности до умового недорозвитку // Лікарський Вісник. — 1962. — Ч. 27. — С. 11-12.
- Деякі аспекти гострого алькоголізму // Лікарський Вісник. — 1964. — Ч. 34-35. —  С. 29-35.
- Щось мусимо робити в цій справі (Алькоголізм) // Лікарський Вісник. — 1967. — Ч. 45. —  С. 30-32.

### Статті з історії лікарського життя та протиалкогольного руху в Україні
- Історія українського лікарського життя в Галичині // Лікарський Вісник. — 1954. — Ч. 1, 2].
- До питання української медичної термінології // Лікарський Вісник. — 1956. — Ч. 5. — С. 21-24.
- Лікарки на службі народньому здоров'ю // Лікарський Вісник. — 1956. — Ч. 5.  — С. 25-32.
- Небувалий зрив (3 нагоди 30-ліття української протиалькогольної боротьби) // Лікарський Вісник. — 1958. —  Ч. 11, 12-13.
- Ще одна річниця (3 нагоди 30-ліття заснування Українського Гігієнічного Товариства) // Лікарський Вісник. — 1960. — Ч. 16. — С. 12-15.
- Лікарі— мрійники (про д-р А. Швейцер і д-р Дулі) // Лікарський Вісник. — 1963. — Ч. 30, 31.
- «Колега» — «колєжанка» // Лікарський Вісник. — 1965. — Ч. 36. — С. 53-54.

### Науково-популярна література на медико-гігієнічні теми
- Овочі, ярини та безалькогольні напитки. — Львів: В-во т-ва «Відродження», 1932. — 72 с.
- Правильне харчування. — Львів: В-во «Самоосвіта». — Львів, 1936. — 72 с.
- Гігієна жінки. — Львів: В-во Пилипа Волчука, 1939. — 572 с.
- Чоловік та жінка (Про полове життя та полові хвороби). — Аугсбург: В-во Пилипа Волчука, 1946. — 32 с.
- Наша допомога хворому. — Аугсбург: В-во Пилипа Волчука, 1946. — 118 с.
- Мала гігієна жінки. — Аугсбург: В-во Об'єднання Українських Жінок на Еміґрації, 1947. — 78 с. (Перевид.: Мюнхен, 1949, 120 с.).

### Літературно-художні твори
- Ціна життя: лікарські нариси. — Львів: В-во П. Волчука, 1937. — 256 с.
- Загоріла полонина: бойківські оповідання. — Аугсбург: В-во П. Волчука, 1948. — 87 с.
- Інші дні: Новели й нариси. — Аугсбург: В-во П. Волчука, 1948. — 143 с.
- У Києві в 1940 році. — Аугсбург: Друкарня Б. Криницького, 1950. — 69 с.
- Сторінки непрочитаної повісті й інше (Пам'яті Наталі з Рудницьких-Чапленко). — Вінніпег, 1954. — 16 с.
- У лісничівці. — Буенос-Айрес, 1954. — 183 с.; (перевидання Детройт, 1966).
- Люблю Діброву: нариси і оповідання. — Детройт, 1959. — 28 с.
- Вірний приятель: оповідання з життя домашнього кота. — Чикаго: Вид-во М. Денисюка, 1961. — 207 с.
- На схрещених дорогах: повість. — Чикаго, 1963. — 420 с.
- Таким він був… (історія одного пса): повість/ — Джерзі Сіті: В-во «Свобода», 1964 . — 195 с.
- Чарівна Діброва: оповідання і нариси. — Чикаго, 1964. — 204 с.
- Карусь і ми: автобіографія. — Чикаго, 1966. — 324 с.
- Люди і тварини: оповідання і нариси. — Нью-Йорк: В-во НТШ, 1969. — 244 с.
- Попід Кичерами та над потоком (З родинної хроніки): повість. — Нью-Йорк, 1974. — 240 с.

## Вшанування пам'яті
У Львові на честь родини, з якої походить Софія Парфанович, названо невеличку вулицю Парфановичів, у місцевості Личаків.